# Hellenhoek
Hellenhoek is een straatnaam en heuvel in de Vlaamse Ardennen gelegen in Brakel in de Belgische provincie Oost-Vlaanderen. 

## Wielrennen
De helling wordt vaker opgenomen in toertochten voor wielertoeristen.